# زبان اوروم
زبان اوروم شاخه‌ای از زبان ترکی که در نواحی جنوب‌شرقی اکراین رایج است. و بیشتر به عنوان لهجه‌ای از زبان تاتاری کریمه در نظر گرفته می‌شود. جامعه‌ای از اوروم زبانان در کشور گرجستان نیز سکونت دارند.